# Azusa Iwashimizu
Azusa Iwashimizu (岩清水梓, Iwashimizu Azusa, nascida em 14 de outubro de 1986, em Takizawa) é uma futebolista japonesa que atua como zagueira. Atualmente defende a NTV Beleza.

## Carreira
Iwashimizu fez parte do elenco da Seleção Japonesa de Futebol Feminino, nas Olimpíadas de 2008 e 2012. E nos mundiais de 2011 e 2015.

## Títulos
Japão
- Mundial: 2011